# Конезавод, ВТБ

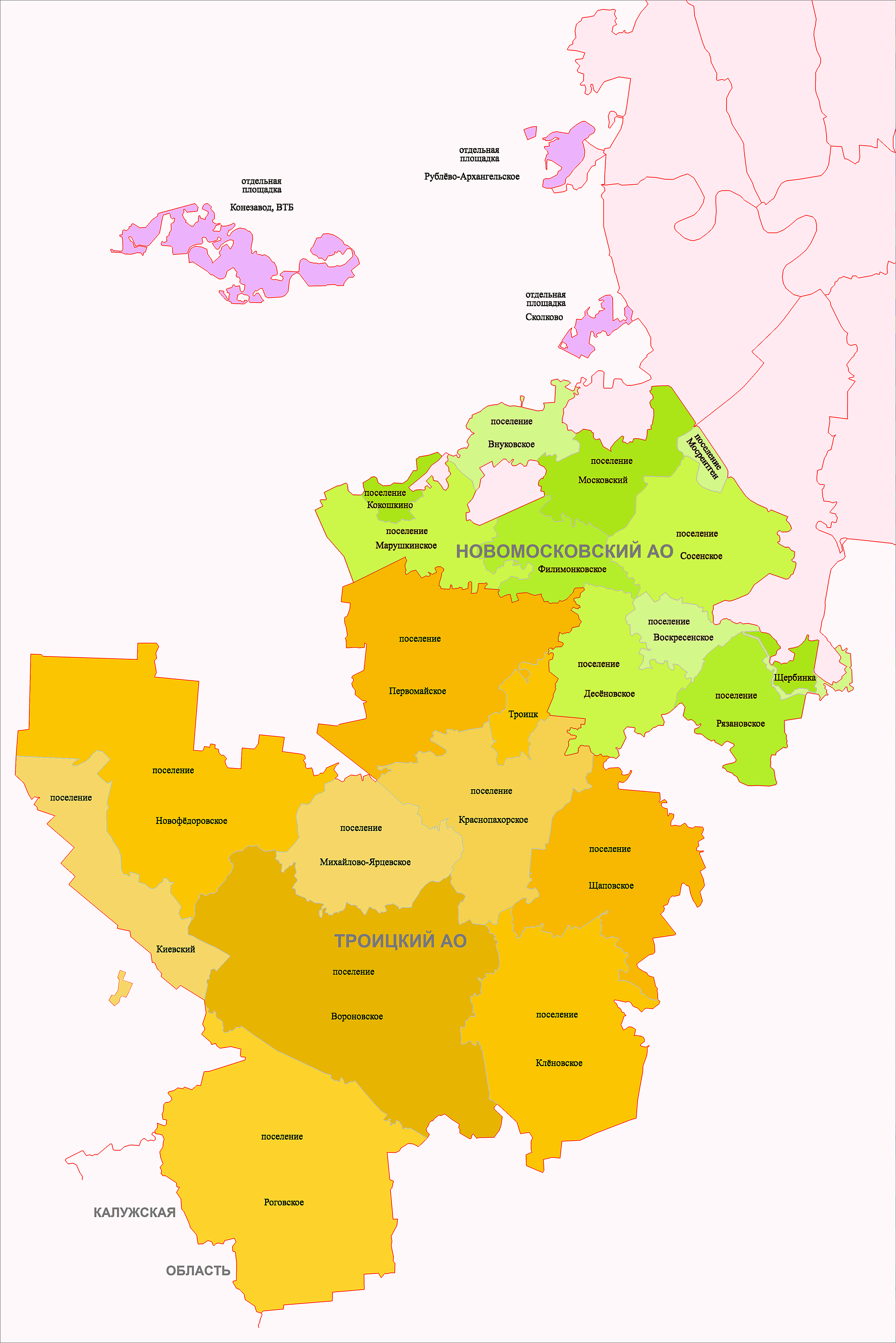
Карта территорий Москвы, вошедших в её состав 1 июля 2012 года

Конезавод, ВТБ — территория (отдельная площадка), административно принадлежащая городу Москве, являющаяся одним из её микрорайонов и эксклавов и частью так называемой Новой Москвы.
Территория со всех сторон окружена территорией Московской области (анклав Московской области). Административно является частью района Кунцево Западного административного округа. В некоторых источниках территория также именуется (будущий) Рекреационный центр «Успенское», Рублёво-Успенский эксклав. Крупнейшим земельным собственником на данной территории является ОАО «Московский конный завод № 1» (ОАО МКЗ № 1 владелец Вячеслав Кантор) — около 1300 га, это около 90 % территории конезавода. Руководство завода планирует в основном сохранить природные территории. Частичная застройка планируется только с учётом развития данных территорий в соответствии с законом о Генплане г. Москвы. Второй по размеру собственник — Банк ВТБ с 1082 га. По одним данным, о включении земель в Москву Медведева попросил президент ВТБ Андрей Костин, по другим ВТБ не лоббировал включение этих земель в границы Москвы. Также владельцами называют Давида Якобашвили (бывшего совладельца ОАО «Вимм-Билль-Данн») и его партнера Гавриила Юшваева; ЗАО Агрокомплекс «Горки-2».

## География
Территория является крупным эксклавом Москвы, вторым по площади после Зеленограда. Простирается от А107 Московского Малого Кольца и восточных окраин Звенигорода на западе вдоль Москвы-реки до юго-западной оконечности городского округа Красногорск на востоке. Максимальная протяжённость с запада на восток около 15 км, с севера на юг около 4.5 км. Удалённость от МКАД и основной части района Кунцево — более 15 км. Данная часть Московской области также называется Рублёвкой. Граница территории проведена так, чтобы обогнуть все населённые пункты Одинцовского района (создав чересполосицу) и по возможности дороги, но включить незаселённые поля и леса. При этом, чтобы ни одна территория Московской области не оказалась в свою очередь эксклавом внутри данной территории, связность сохранена за счёт соединяющих тонких полос. Из-за этого граница территории очень извилистая.
В соответствии с законом № 2/2019-ОЗ от 25.01.2019 «Об объединении территорий поселений Одинцовского муниципального района и территории городского округа Звенигород» территория со всех сторон окружена Одинцовским городским округом, причем на востоке от Городского округа Красногорск территорию отделяет лишь очень тонкая полоса Одинцовского городского округа.
Огибает деревни: Грязь, Ивановка, Палицы, Дубцы, сёла Козино, Аксиньино, Уборы, Успенское, Иславское, посёлок Заречье, СНТ «Хуторок», «Аксиньино», «Пион», «Конник», «Конник-2», «Ягодка-1», ТСЖ «Сосновый бор», оранжерейный комплекс у посёлка Горки-10; также граничит с деревнями Синьково, Грибаново, Борки, Бузаево, посёлками Мозжинка, Николина Гора, Горки-10.

## История

### Образование эксклава Москвы
Территория образована в рамках проекта расширения Москвы 2011—2012 годов. Называется в проекте «отдельной площадкой» (как и две другие территории — Сколково и Рублёво-Архангельское), а также участком № 3. Территория сформирована из частей двух поселений Одинцовского района Московской области и включает 14,21 км² территории, принадлежавшей сельскому поселению Успенское, и 12,97 км² территории, принадлежавшей сельскому поселению Ершовское, — всего 27,18 км². Первоначально предполагаемая к передаче территория была меньшей (не включала восточную часть вокруг деревни Уборы). По другим данным, общая площадь территории для передачи Москве составляет 29,2 км².
Территория вошла в состав Москвы 1 июля 2012 года. Отдельного административного округа и даже района создано не было, территория была отнесена к существующему району Кунцево Западного административного округа наряду с площадкой Рублёво-Архангельское.

### Владение землями
В 2001 году земли Московского конного завода № 1 были приобретены химическим холдингом «Акрон» — первоначально 40 %, а в 2002 году холдинг увеличил свою долю до 80,82 %. Интерес к Конезаводу объясняли тем, что руководство холдинга увлекается конным спортом.
В середине 2000-х годов Объединенная промышленная корпорация (ОПК), принадлежащая экс-сенатору Сергею Пугачёву, приобрела часть земельных паёв, оформленных при приватизации МКЗ № 1.
У ОПК были планы построить около одного миллиона м² нового малоэтажного загородного жилья. Для этого участки были переведены из земель сельскохозяйственного назначения в земли поселений. Пугачёв получил кредит на 750 млн долларов в банке ВТБ под залог этого земельного массива. После этого Пугачёв взял дополнительный кредит, в том числе на реализацию других проектов, всего около 2,4 млрд долларов. В наступивший кризис Пугачёв обанкротился, и в 2009 году территории перешли ВТБ в счёт кредита из расчета 20 тыс. долларов за сотку.
С 2009 года новых проектов на территории Конезавода не появилось. Вопрос освоения земель, принадлежащих ВТБ, находится в стадии проработки (различные девелоперские проекты на территории анонсировались несколько раз, например в 2011 году была информация, что управляющая компания «ВТБ Недвижимость», созданная банком, построит на этих землях порядка 1,5 тыс. м² недвижимости). По мнению экспертов, причина медлительности банка в том, что доходы от продажи жилья на землях Конезавода не покроют сумму выданных кредитов. Цены на недвижимость снизились из-за кризиса, а залоговые активы были изначально переоценены. С позиции загородных объектов эти территории не являются привлекательными: пойменные и в основном без лесного покрова, а с точки зрения локального рынка Рублёвки расположены достаточно далеко.
По мнению аналитиков Blackwood, после присоединения территории к Москве, земля почти не выросла в цене и стоит 10-12 тыс. долларов за сотку. Но местные домовладельцы продают свои дома и участки в несколько раз дороже.
Передача территории Москве вызвала критику и опасения в застройке живущих поблизости людей. Жители собирались на митинги, писали письма премьер-министру и президенту, московскому правительству, сообщали о фальсификации публичных слушаний.
В 2012 году, после 1 июля, губернатор Московской области Сергей Шойгу обратился к президенту с предложением вернуть территории отдельных площадок обратно в МО, так как с новыми границами нарушены функционирование единой инфраструктуры районов, поселений, система жилищно-коммунального хозяйства; автомобильные дороги, инженерные сети, объекты энергоснабжения оказались искусственно рассечёнными, хотя ими управляет и отвечает за них единая эксплуатирующая организация.
В марте 2017 года московские власти внесли изменения в Генплан, согласно которому на местных полях допустимо не более 2,5 млн м² застройки, из которых, в частности, концепцией развития МКЗ предусмотрено лишь 1,38 млн м².

### Проект «Всюду жизнь»
В 2018 году собственником территорий Московского конного завода № 1 была разработана концепция развития данных территорий под названием «Всюду жизнь». Концепцией предусмотрено дальнейшее развитие МКЗ в соответствии изменениями в закон г. Москвы от 05.05.2010 № 17 «О Генеральном плане города Москвы» от 15.03.2017. В частности, предусматривается строительство на его территории базы для верховой езды, горнолыжной базы, агротуристического комплекста, гольф-центра, охотничьего и рыболовного клуба, системы парков разной функциональной направленности с общественными центрами, бульваров и аллей, спортивных и детских площадок, церкви, обустройство набережной и сохранение природной притягательности реки. Концепция предполагает, что обустройство свободных территорий создаст дополнительные точки интереса социальной активности, что в итоге позволит сохранить их в качестве озеленённых пространств.
Помимо этого, будет предусмотрено создание уникального природно-спортивного комплекса, в котором селекционная работа с лошадьми будет сочетаться с экологическим туризмом, занятиями профессиональным и любительским конным спортом, активным отдыхом на природе для гостей и туристов. Проект направлен на привлечение дополнительного финансирования конной отрасли, развитие конного спорта, сохранение и развитие орловской рысистой породы лошадей. Концепцией развития полностью учитывается самобытность окружающих территорий, что подразумевает учёт природных и исторических особенностей местности при формировании генплана этих участков.
Архитектурно-градостроительная концепция проекта разработана на основе утверждённого в апреле 2017 года Генплана г. Москвы, предусматривающего малоэтажную (до 12 метров) застройку вне исторических и природоохранных зон, в соответствии с действующим законодательством. В случае установления новых охранных природных, исторических зон они будут учитываться на последующих этапах проектирования.
Предполагается, что непосредственно застройка займёт только малую часть территории МКЗ: из 1284 га территории под жилую, общественную, инженерно-транспортную инфраструктуру предусмотрено 336 га. Под природные, рекреационные, сельскохозяйственные цели — 948 га. Проект предусматривает строительство малоэтажного жилья (до 12 метров) со всей социальной инфраструктурой, с акцентом на сохранение природной и конноспортивной составляющей. Численность населения, согласно проекту Правил землепользования и застройки, составит 14,3 тысячи человек. При этом, будет создано более 8 тысяч рабочих мест, что сократит нагрузку на транспортную инфраструктуру.
Архитектурно-градостроительная концепция развития территории ОАО «Московский конный завод № 1» получила 1-е место в номинации «Развитие не застроенных территорий» в конкурсе «Лучшие архитектурно-градостроительные концепции на международном архитектурном фестивале „Зодчество“». Жюри конкурса на фестивале «Зодчество» отметило уникальность концепции, предусматривающей комплексную малоэтажную застройку, включающую 3 школы, 6 детских садов, медицинский, гериатрический центры и другие объекты обслуживания.

## Транспорт
По территории проходят две основные дороги: А109 Ильинское шоссе к северу от Москвы-реки (основная дорога территории) и А106 Рублёво-Успенское шоссе к югу от реки (проходит в области у части южной границы территории и по небольшой части внутри территории у пос. Горки-10). Эти две дороги соединяются дорогой Успенское — Николина Гора (продолжение 1-го Успенского шоссе) с мостом через Москву-реку. Дороги несколько раз пересекают границы территории и Одинцовского района из-за извилистой конфигурации границы.
На территории находится несколько автобусных остановок, часть остановок находится непосредственно рядом с границей в Одинцовском районе. На этих дорогах работают несколько автобусных маршрутов ГУП МО «Мострансавто» (Одинцовское ПАТП) и частных перевозчиков. Часть маршрутов была перенумерована в общемосковскую нумерацию 1 июля 2012 года. Маршруты как местные (между населёнными пунктами), так и связывающие с метро, городами области, железнодорожными станциями.
| №    | Трасса следования                                               | Обслуживающее предприятие                    |
| ---- | --------------------------------------------------------------- | -------------------------------------------- |
| 34   | Ст. Павшино (Красногорск) — Тимошкино — Уборы                   | Автоколонна № 1786 г. Химки                  |
| 36   | Ст. Одинцово — Уборы                                            | Одинцовское ПАТП                             |
| 55   | Ст. Одинцово — Успенское — Горки-10                             | ИП Шаталов С. И.                             |
| 56   | Ст. Одинцово — Дарьино — Горки-10                               | ИП Шаталов С. И.                             |
| 121  | м. «Молодёжная» (Москва) — Лесные Дали                          | ОАО «Группа Автолайн» (ООО «КрасЛайн»)       |
| 150  | м. «Молодёжная» (Москва) — Николина Гора                        | ОАО «Группа Автолайн» (ООО «Автомагистраль») |
| 452  | м. «Кунцевская» (Москва) — Звенигород (Фуньково)                | Одинцовское ПАТП                             |
| 1025 | Пл. Жаворонки — Лесные Дали                                     | Одинцовское ПАТП                             |
| 1044 | Ст. Одинцово — Сосны — Уборы                                    | Одинцовское ПАТП                             |
| 1053 | Дунино — Уборы                                                  | Одинцовское ПАТП                             |
| 1054 | Ст. Одинцово — Николина Гора — Звенигород (кв. им. Маяковского) | Одинцовское ПАТП                             |